# Плієв Ісса Олександрович

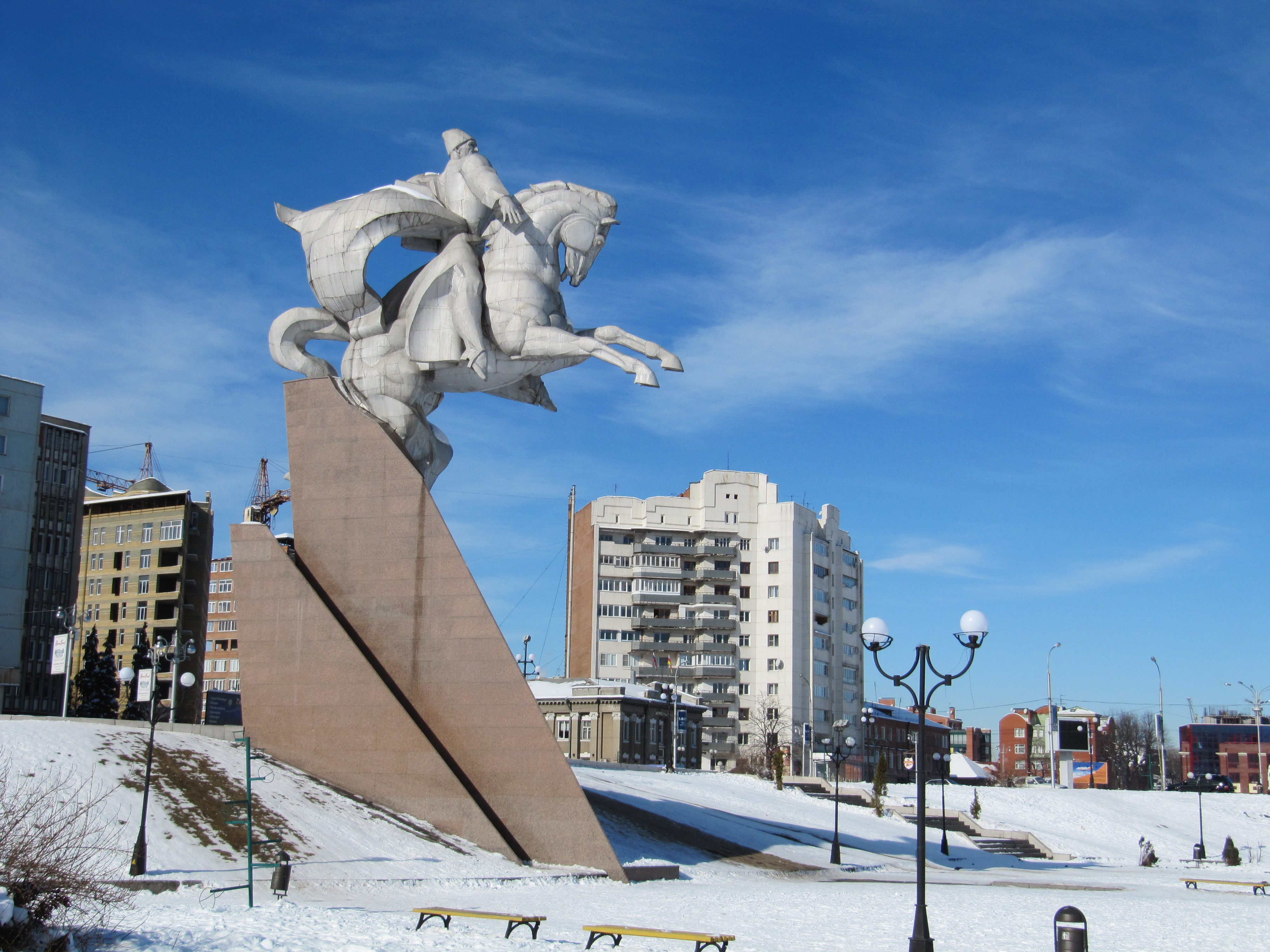
Пам'ятник Плієву І. А., Владикавказ, Північна Осетія

Ісса́ Олекса́ндрович Плієв (ос. Пліти Іссæ; 12 (25) листопада 1903 — 2 лютого 1979) — радянський воєначальник, генерал армії. Двічі Герой Радянського Союзу, Герой Монгольської Народної Республіки. Осетин. Кандидат у члени ЦК КПРС у 1961—1966 роках. Депутат Верховної Ради СРСР 2—8-го скликань.

## Біографія
Народився в селі Старий Батако (нині Правобережного району Північної Осетії) в родині бідного осетинського селянина. Рано втратив батька, з дитячих років розпочав трудову діяльність.
У Червоній армії з 1922 року. Член ВКП(б) з 1926 року.
У 1926 році закінчив Ленінградську кавалерійську школу і до 1930 року служив курсовим командиром кавалерійської школи в Краснодарі. Після випуску з Військової Академії імені Фрунзе в 1933 році Плієв стає начальником оперативного відділення штабу 5-ї кавалерійської дивізії.
У 1936—1938 роках — радник у Монгольської народно-революційної армії. У 1939 році, командуючи кавалерійським полком 6-ї кавалерійської дивізії, брав участь в радянській окупації Західної Білорусі.

### Друга світова війна
У 1941 році закінчив Академію Генерального Штабу. Під час німецько-радянської війни воював на Західному, Південному, Південно-західному, Степовому, 3-му Українському, 1-му Білоруському, 2-му Українському фронтах.
З липня 1941 року командував 50-ю кавалерійською дивізією (з листопада 1941 — 3-тя гвардійська кавалерійська дивізія), у серпні — грудні 1941 року здійснювала рейди по тилах групи армій «Центр» у районі Смоленська і в Підмосков'ї. З грудня 1941 року — командував 2-м гвардійським, з квітня 1942 року — 5-м, з липня — 3-м гвардійським, з листопада 1943 — 4-м гвардійським корпусами. З листопада 1943 року Плієв очолював 1-шу кінно-механізовану групу (1 КМГ).
Командував військами в Московській і Сталінградській битвах, у Мелітопольській, Березнеговато-Снігірівській, Одеській, Білоруській, Будапештській і Празькій операціях. За уміле управління військами при форсуванні річки Південний Буг, у боях за Одесу і проявленні при цьому мужність і героїзм Плієву присвоєно звання Героя Радянського Союзу.
Під час радянсько-японської війни командував кінно-механізованою групою в Хингано-мукденській операції 1945 року. За успіхи в розгромі Квантунської армії нагороджений другою медаллю «Золота Зірка».
За роки німецько-радянської війни І. О. Плієв 16 разів персонально згадувався в наказах Верховного Головнокомандувача СРСР Й. В. Сталіна.

### Післявоєнна служба
З липня 1946 року командував 9-ю механізованою армією Південної групи військ, з лютого 1947 — 13-ю армією ПрикВО, з квітня 1949 року — 4-ю армією ЗакВО. У 1949 році закінчив Вищі академічні курси при Академії Генерального Штабу. У 1955—1958 роках — перший заступник командувача, а з квітня 1958 року по 1968 р. — командувач військами Північно-Кавказького військового округу.
На цій посаді 2 червня 1962 року брав участь у придушенні й розстрілі новочеркаських маніфестантів. За його наказом внутрішні війська СРСР на центральній площі міста відкрили вогонь по беззбройних цивільних демонстрантах. Було вбито 26 людей та поранено 87.
На початку 1960-х років очолював угрупування радянських військ на Кубі. Під час Карибської кризи отримав право на застосування ядерної зброї у разі вторгнення США на Кубу. З червня 1968 року — військовий інспектор, радник Групи генеральної інспекції Міністерства Оборони СРСР.
Похований у Владикавказі.

## Військові звання
- полковник (1939);
- генерал-майор (11.09.1941);
- генерал-лейтенант (29.10.1943);
- генерал-полковник (29.05.1945);
- генерал армії (27.04.1962).

## Нагороди
- Двічі Герой Радянського Союзу — Медаль Золота Зірка (16.04.1944, 8.09.1945);
- Шість орденів Леніна (03.11.1941, 16.04.1944, 1947, 1962, 1962, 12.11.1978);
- Орден Жовтневої Революції (1973);
- Три ордени Червоного Прапора (03.11.1944, 1952, 1969);
- Два ордена Суворова I ступеня (10.03.1944, 28.04.1945);
- Орден Кутузова I ступеня (23.07.1944);
- Іноземні ордени, в тому числі — звання Герой Монгольської Народної Республіки (1971).

## Пам'ять
- Бронзовий бюст двічі Героя Радянського Союзу І. О. Плієва встановлений у Владикавказі[4].

- Також в центрі столиці Північної Осетії вже після розпаду Радянського Союзу встановлена кінна статуя генерала армії.

- Його ім'я було присвоєне Орджонікідзевському вищому зенітно-ракетному училищу ППО.

- Установлений у Цхінвалі.

- Є почесним громадянином м. Калач-на-Дону.

- В Одесі була вулиця, що мала ім'я І. Плієва[5], тепер Бродська.

- Центральна площа міста Березівка, Одеської області, називалася іменем генерала Плієва, тепер площа Захисників України.